# La Orilla, Oaxaca
La Orilla är en ort i Mexiko.   Den ligger i kommunen Cuyamecalco Villa de Zaragoza och delstaten Oaxaca, i den sydöstra delen av landet, 290 km sydost om huvudstaden Mexico City. La Orilla ligger 1 779 meter över havet och antalet invånare är 154.
Terrängen runt La Orilla är huvudsakligen bergig, men den allra närmaste omgivningen är kuperad. Runt La Orilla är det ganska glesbefolkat, med 38 invånare per kvadratkilometer. Närmaste större samhälle är Huautla de Jiménez, 19,7 km norr om La Orilla. I omgivningarna runt La Orilla växer i huvudsak städsegrön lövskog.